# Mollégès
Mollégès ist eine französische Gemeinde mit 2651 Einwohnern (Stand 1. Januar 2022) im Département Bouches-du-Rhône in der Region Provence-Alpes-Côte d’Azur.

## Geografie
Die Gemeinde liegt im Norden des Départements Bouches-du-Rhône am Nordrand der Alpillen. Sie liegt zehn Kilometer westlich von Cavaillon und zwölf Kilometer östlich von Saint-Rémy-de-Provence.

## Geschichte
Der Name des Ortes leitet sich von „molle gesium“ (deutsch: weiches Land) ab.
Die früher hier existierenden Feuchtgebiete boten den ersten Einwohnern des Ortes nicht nur Wasser, sondern auch Schutz vor Feinden. Die Römer nutzten bereits die Feuchtgebiete. Daher sind eine römische Wasserleitung und eine Villa in Mollégès gefunden worden. Die Nähe zur römischen Siedlung Glanum (heute Saint-Rémy-de-Provence) haben wohl die Entwicklung des Ortes begünstigt.
Um das Jahr 1000 stehen in Mollégès nur ein paar Häuser rund um die Kapelle St. Thomas. Die Gemeinde ist eine Art Enklave der Diözese von Arles innerhalb der Diözese von Avignon. Sie ist von der Abtei Montmajour bei Arles abhängig. Die Mönche bauten die Kirche "Saint-Pierre-es-Liens". Im zwölften Jahrhundert wurde der Graben um die Abtei gebaut.
1208 wurde in Mollégès die Abtei Sainte Marie gegründet, ein Frauenkloster. Gründerin war Sacristane des Porcellets. 1206 heiratete sie den Herrn von Apt. Erst 1218 wurde die Abtei in Mollégès zum Kloster. Vom dreizehnten bis zum fünfzehnten Jahrhundert erwarb sich die Abtei dadurch einen bedeutenden Ruf, dass sie viel für den Wohlstand der Region arbeitete, aber selbst nach Autonomie strebte. In ihrer Blütezeit bewohnten 50 Nonnen das Kloster, sie trugen den Namen "Dames de Mollégès". 
Schwere Zeiten wie Pestepidemien brachten das Kloster in Schwierigkeiten, 1436 verließen die Nonnen Mollégès für immer. Die Abtei wurde dann an die königliche Abtei von Sainte-Croix d’Apt angebunden, die dann, wie zuvor das Kloster, Anspruch auf drei Viertel der Steuern aus Mollégès hatte. 1664 vergab Ludwig XIV. das Pfandrecht an die Äbtissin von Sainte Croix, was letztendlich zur Folge hatte, dass die Nonnen ihren Anteil an den Steuern von Mollégès auf sieben Achtel ausbauen konnten. Schließlich wurde die Abtei aufgekauft und zum Herrenhaus Châteauneuf-Mollégès, die Äbtissin behielt dabei ihr Wohnrecht.

### Bevölkerungsentwicklung
| Jahr      | 1962 | 1968 | 1975 | 1982 | 1990 | 1999 | 2008 | 2017 |
| Einwohner | 1107 | 1132 | 1048 | 1354 | 1862 | 2168 | 2453 | 2594 |

## Sehenswürdigkeiten
- Überreste der alten Zisterzienserabtei
- Kirche Saint-Pierre-ès-Liens

## Wirtschaft und Infrastruktur
Aufgrund der günstigen Lage des Ortes in der Nähe von Saint-Rémy, Avignon und Cavaillon ist der Tourismus ein sehr starker Wirtschaftszweig.